# Lucien Blackwell
Lucien Edward Blackwell (Whitsett, 1º agosto 1931 – Filadelfia, 24 gennaio 2003) è stato un politico statunitense, membro della Camera dei Rappresentanti per lo stato della Pennsylvania dal 1991 al 1995.

## Biografia
Nato e cresciuto in Pennsylvania, Blackwell prestò servizio militare nell'esercito durante la guerra di Corea. Lavorò poi come sindacalista ed entrò in politica con il Partito Democratico, venendo eletto nel 1973 all'interno della legislatura statale della Pennsylvania. Successivamente fu membro del consiglio comunale di Filadelfia per diciassette anni. Si candidò due volte, nel 1979 e nel 1991, alla carica di sindaco della città ma non risultò eletto.
Quando nel 1991 il deputato William H. Gray III rassegnò le proprie dimissioni dalla Camera dei Rappresentanti, Blackwell si presentò alle elezioni speciali indette per riassegnare il seggio e riuscì a farsi eleggere deputato. Gli elettori lo riconfermarono per un mandato completo nel 1992, ma nel 1994 fu sconfitto nelle primarie democratiche da Chaka Fattah e lasciò così il Congresso.
Morì nel 2003 all'età di settantun anni.